# Ricky Nelson
Ricky Nelson (8. května 1940 – 31. prosince 1985) byl americký zpěvák, kytarista a herec. Pocházel z hudební rodiny, jeho otcem byl kapelník Ozzie Nelson, matkou zpěvačka Harriet Nelson. Svou první desku vydal v roce 1957 a v následujících letech vyšla řada dalších. V letech 1952 až 1966 vystupoval se svými rodiči a bratrem Davidem v seriálu The Adventures of Ozzie and Harriet. V roce 1959 hrál ve westernovém filmu Rio Bravo. Zemřel při letecké nehodě ve věku 45 let. V roce 1987 byl uveden do Rock and Roll Hall of Fame.